# غوستاف كيرفيرن
غوستاف كيرفيرن (بالفرنسية: Gustave Kervern)‏
```
هو 
كاتب سيناريو
 
ومخرج
 
وممثل
 
فرنسي
، ولد في 27 أغسطس 1962 في 
موريشيوس
.
[
1
]
[
2
]
[
3
]
```

## وصلات خارجية
- غوستاف كيرفيرن على موقع IMDb (الإنجليزية)
- غوستاف كيرفيرن على موقع قاعدة بيانات الأفلام العربية
- غوستاف كيرفيرن على موقع قاعدة بيانات الأفلام العربية
- غوستاف كيرفيرن على موقع ألو سيني (الفرنسية)
- غوستاف كيرفيرن على موقع أول موفي (الإنجليزية)
- غوستاف كيرفيرن على موقع قاعدة بيانات الأفلام السويدية (السويدية)
- غوستاف كيرفيرن على موقع قاعدة بيانات الفيلم (الإنجليزية)
- غوستاف كيرفيرن على موقع كينوبويسك (الروسية)